# Première bataille de Murfreesboro
La première bataille de Murfreesboro est une bataille mineure de la guerre de Sécession. Elle se déroule le 13 juillet 1862, dans le comté de Rutherford (Tennessee).
Des unités de cavalerie confédérée, sous le commandement du brigadier general Nathan Bedford Forrest surprennent et se rendent maitre d'un hôpital nordiste, des campements de plusieurs unités nordistes ainsi que de la prison et du palais de justice de la ville de Murfreesboro. Les troupes fédérales déposent les armes et les sudistes détruisent la plupart des approvisionnements du lieu ainsi que la voie de chemin de fer.
La principale conséquence de ce raid est de perturber la marche des troupes fédérales vers Chattanooga (Tennessee) en en détournant une partie.

## Contexte
Le 10 juin 1862, l'armée de l'Ohio, sous le commandement du major-général Don Carlos Buell entame un mouvement vers Chattanooga. Sa progression est lente et elle arrive près de son objectif les 7-8 juillet.
Pour répondre à cette menace, le gouvernement confédéré charge le brigadier général Nathan Bedford Forrest de constituer une brigade de cavalerie. En juillet, cette force, sous le commandement de Forrest et du colonel John Hunt Morgan, est chargée de mener un raid de diversion dans le Kentucky et la partie centrale du Tennessee.
Forrest quitte Chattanooga le 10 juillet, avec deux régiments de cavalerie. En chemin, il agrège d'autres unités, portant son effectif total à près de 1 400 hommes. Son principal objectif est de s'emparer de Murfreesboro, important dépôt logistique des nordistes et de détruire la ligne de chemin de fer qui y passe.

## Bataille
La garnison de Murfreesboro occupe trois campements autour de la ville et comprend des éléments de quatre unités comprenant de l'infanterie, de la cavalerie et de l'artillerie. Ces troupes nordistes sont commandées par le brigadier général Thomas T. Crittenden, arrivé le 12 juillet.
Au petit matin du 13, entre 4h15 et 4h30, les cavaliers de Forrest surprennent les postes de garde sur Woodbury Pike, à l'est de la ville. Ils investissent rapidement un hôpital de campagne et le campement occupé par un détachement du 9e régiment de cavalerie de Pennsylvanie. D'autres troupes sudistes attaquent les autres campements nordistes ainsi que la prison locale et le palais de justice. En fin d'après-midi, toutes les troupes nordistes ont déposé les armes.
Selon le rapport d'un commandant nordiste :

« Les forces ennemies qui ont attaqué mon camp étaient le 1er régiment d'éclaireurs du Texas, Colonel Wharton, et un bataillon du premier régiment d'éclaireurs de Géorgie, Colonel Morrison, ainsi qu'un grand nombre de citoyens du comté de Rutherford, la plupart ayant récemment prêté allégeance au Gouvernement des États-Unis. Il y avait aussi un bon nombre de nègres attachés aux troupes texanes et géorgiennes, armés et équipés. Ils ont pris part aux combats ayant concerné mes troupes au long de la journée »

.

## Conséquences
Les sudistes détruisent voie de chemin de fer et approvisionnements nordistes. L'effet principal de ce raid est d'attirer des forces nordistes vers Murfreesboro, distraites de celles marchant vers Chattanooga. Cela rendra possible pour Bragg de concentrer ses forces dans cette dernière ville et d'entamer, début septembre, l'invasion du Kentucky.